# Gwardia Ludowa
La Gwardia Ludowa (en français : Garde du peuple) est une branche militaire clandestine du Parti ouvrier polonais formée le 28 mars 1942 pour combattre l'occupant nazi. En 1944 elle se transforme en Armia Ludowa (Armée populaire) à laquelle furent bientôt subordonnées quelques autres organisations de gauche.

## Histoire

### Origine

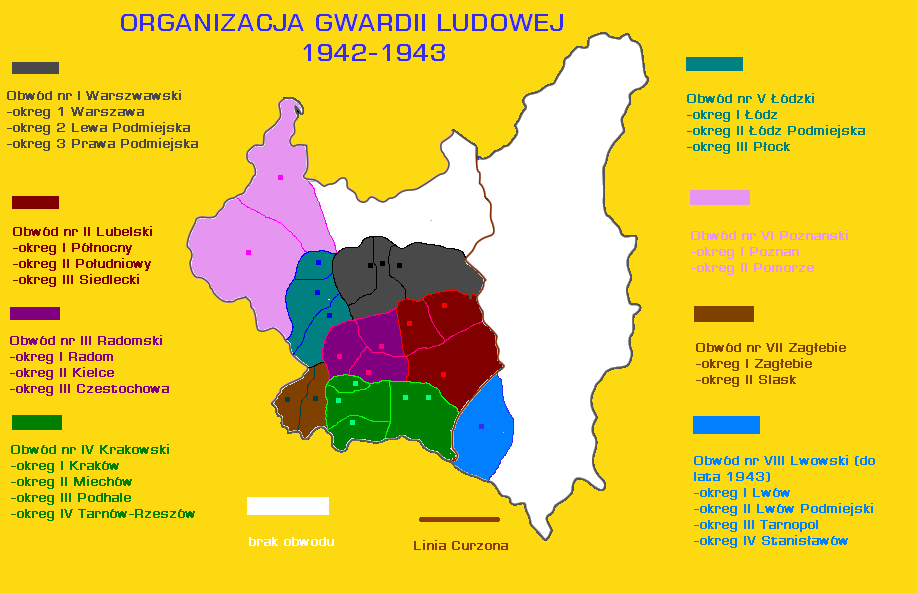
Structure

Fondée en 1942 pour résister à l'occupation nazie.

### Opérations

#### Soulèvement de Zamość
Le soulèvement de Zamość fut un soulèvement armé contre l' expulsion forcée des Polonais de la région de Zamość alors sous la coupe du Generalplan Ost. 

#### Soulèvement du ghetto de Varsovie
La Gwardia Ludowa a collaboré avec les partisans juifs. La Gwardia Ludowa fournit des armes et des finances au ghetto de Varsovie. Durant le soulèvement du ghetto de Varsovie en 1943, des unités de la Gwardia Ludowa attaquèrent certaines unités allemandes,,. Après la chute du ghetto, des groupes de combattants parviennent également à sortir du ghetto et continuent la lutte, rejoignant les partisans de la Gwardia Ludowa.